# Dave Stephens
Dave Stephens (nacido el 30 de junio de 1986) es un vocalista, músico y compositor estadounidense conocido por ser el vocalista principal de la banda de metalcore estadounidense We Came as Romans.

## Biografía
En el verano de 2005, mientras asistía a la escuela secundaria, Stephens, junto con sus compañeros Sean Zelda, Jonny Nabors, Mark Myatt y Joshua Moore, formaron una banda llamada This Emergency. Durante los primeros años, Stephens fue guitarrista, teclista y corista. La banda realizó varios conciertos por el área metropolitana de Detroit. Poco después de que Nabors y Zelda dejaran la banda, la banda cambió de nombre y oficialmente se llamaron We Came as Romans. En 2008, Stephens conoció a Kyle Pavone, quien se unió como el nuevo vocalista limpio, mientras que Stephens se convirtió en el vocalista aguda.
En 2008, con Stephens y Pavone al frente de la banda, We Came as Romans lanzó su primer EP Dreams, y publicó cinco álbumes de estudio más hasta el verano de 2018, cuando el colíder, Kyle Pavone, falleció a los 28 años por una sobredosis accidental de drogas. Tras el fallecimiento de Pavone, Stephens emitió un comunicado en el que afirmaba que la banda no lo reemplazaría ni se separaría, sino que continuaría su gira con Bullet for My Valentine y Bad Omens, honrando a su compañero y hablando de su fundación.
En 2019, Stephens, junto con el resto de We Came as Romans, comenzó a crear nuevo material. Lanzaron dos canciones por primera vez desde el fallecimiento de Pavone: "Carry the Weight" y "From the First Note". En 2022, la banda anunció su primer disco desde 2017, Darkbloom con Stephens como único cantante y líder del grupo.

## Discografía
Con  We Came as Romans
- To Plant a Seed (2009)
- Understanding What We've Grown to Be (2011)
- Tracing Back Roots (2013)
- We Came as Romans (2015)
- Cold Like War (2017)
- Darkbloom (2022)

### Colaboraciones
| Año  | Canción                                        | Artista               | Álbum                             |
| ---- | ---------------------------------------------- | --------------------- | --------------------------------- |
| 2010 | «Captain Tyin' Knots vs. Mr. Walkway (No Way)» | Sleeping with Sirens  | With Ears to See and Eyes to Hear |
| 2010 | «The Wretched»                                 | The Word Alive        | Deceiver                          |
| 2011 | «The Calm Before Reform»                       | In Fear and Faith     | In Fear and Faith                 |
| 2011 | «The Wretched»                                 | Close to Home         | Momentum                          |
| 2011 | «C4»                                           | Texas in July         | Texas in July                     |
| 2014 | «Suicide;Stigma»                               | The Color Morale      | Hold On Pain Ends                 |
| 2015 | «Like Minds»                                   | From Under the Willow | Ungrateful • Misguided            |
| 2016 | «Pit Warrior»                                  | Sunrise Skater Kids   | Friendville                       |
| 2017 | «Devour»                                       | Affairs               | Despair Code                      |
| 2020 | «Backbreaker                                   | Fit for a King        | N/A                               |
| 2020 | «Lie to Me»                                    | Silent Hearts         | N/A                               |